# Mallodonopsis mexicanus
Mallodonopsis mexicanus là một loài bọ cánh cứng trong họ Cerambycidae.